# Steiner Häuschen

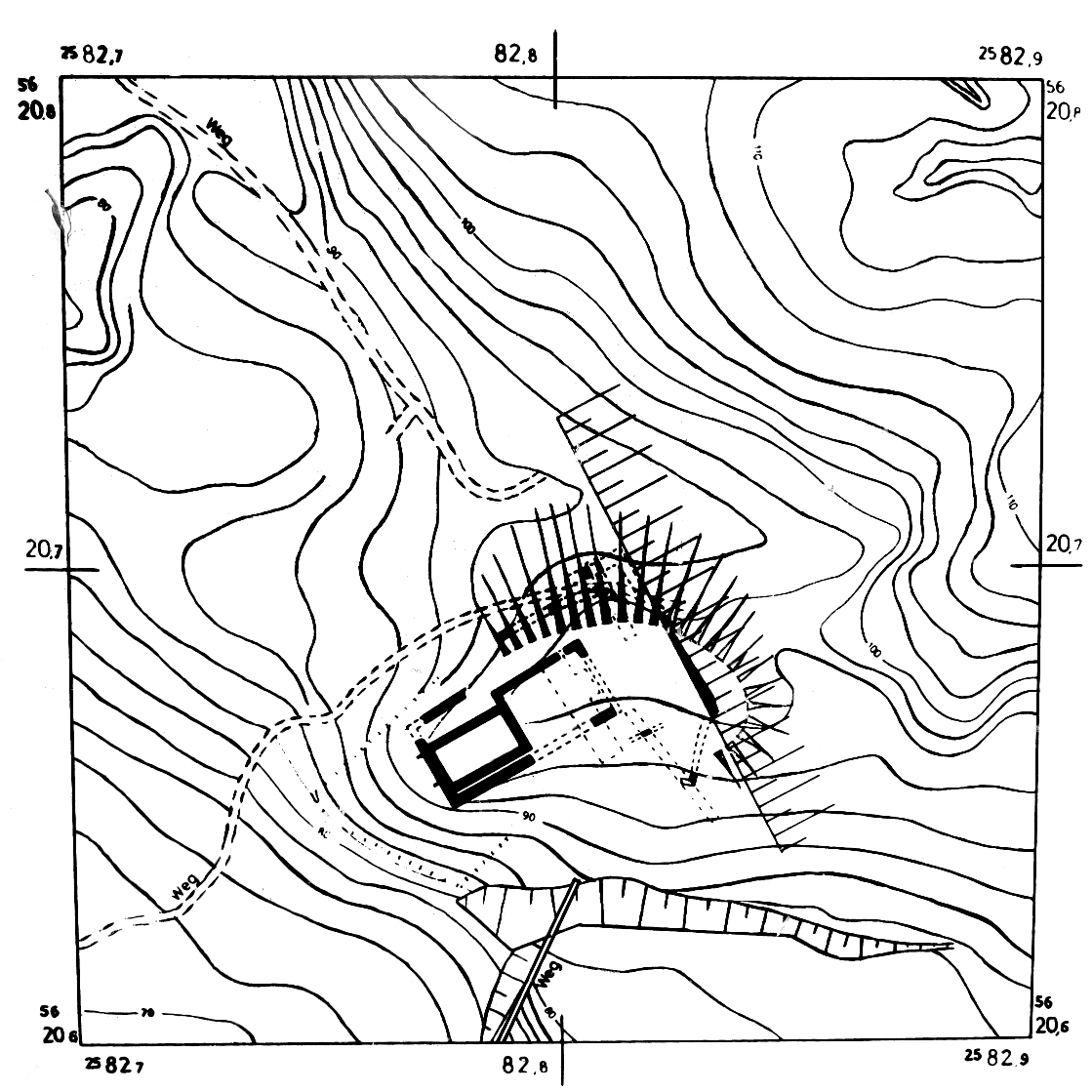
Grundriss

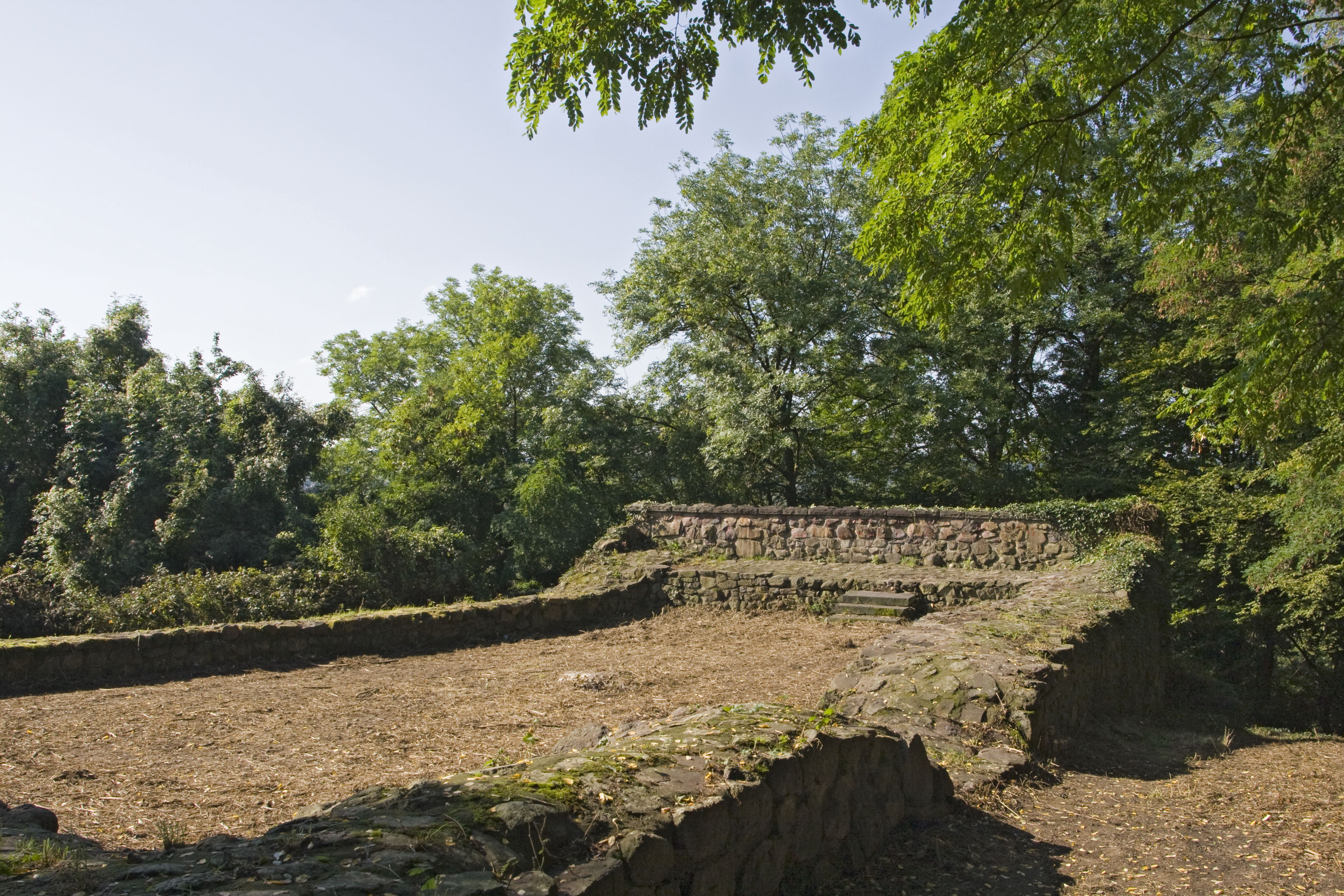
Reste des Wohnturms

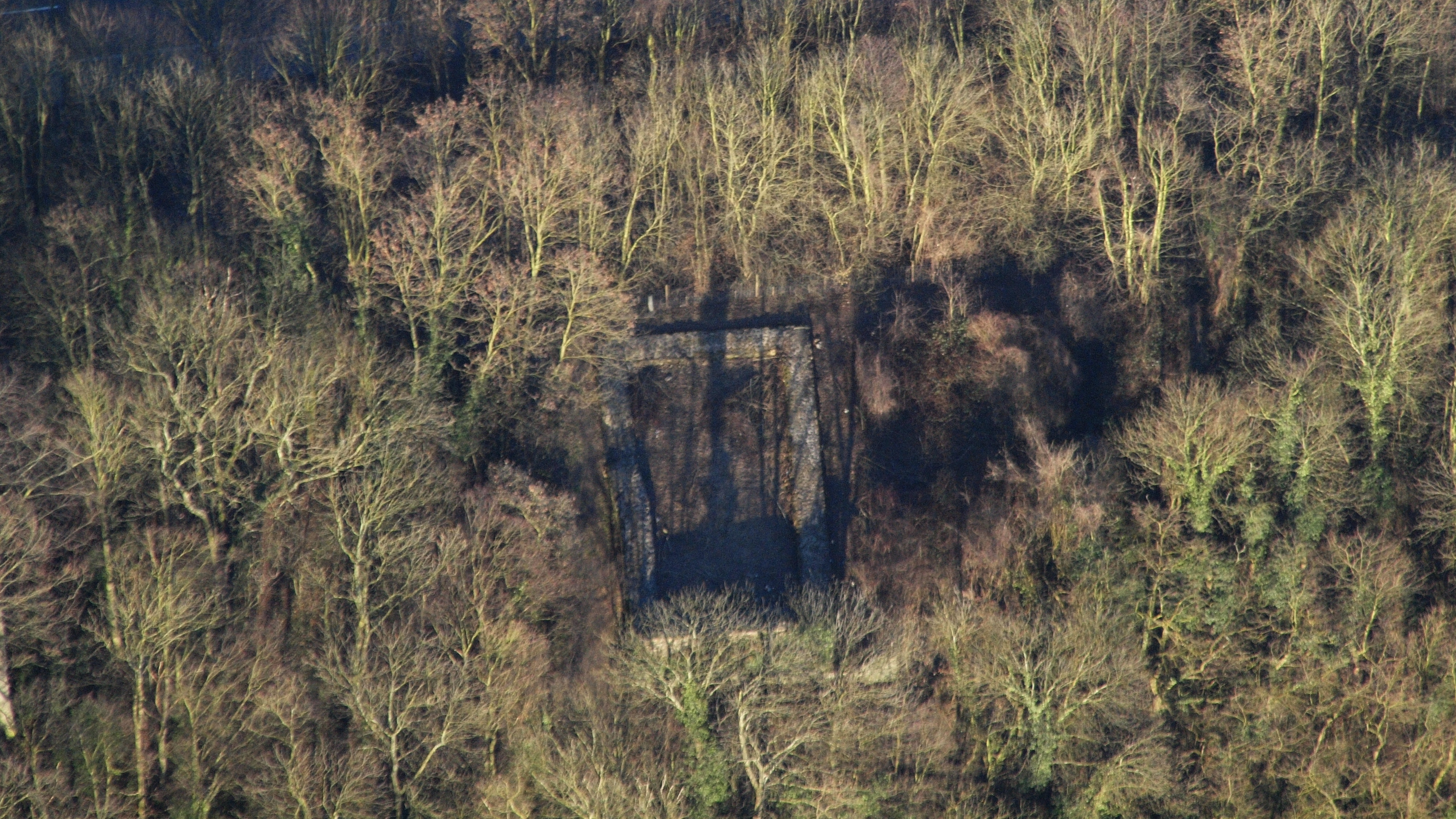
Steiner Häuschen, Luftaufnahme (2015)

Beim Steiner Häuschen handelt es sich um den Restbau einer mittelalterlichen Burganlage in Oberkassel, einem Ortsteil des Bonner Stadtbezirks Beuel. Die Anfänge der Anlage reichen bis in das 10. Jahrhundert zurück. Die Grafen von Molbach (Maubach) waren Ende des 12. Jahrhunderts die Besitzer. Vor 1210 stiftete Gräfin Alveradis von Molbach das Anwesen „Haistilberg“ der Zisterzienserabtei Heisterbach. Der Turm der Anlage wurde nach einem Bericht des Caesarius von Heisterbach um das Jahr 1217 durch Blitzeinschlag zerstört und nicht wieder aufgebaut.
Während des Neubaus der Bundesstraße 42 Mitte der 1980er Jahre fand man die Reste eines großen Wohnturms mit einem Grundriss von 20 mal 11 Metern und einer Vorburg. Diese wurden von der Stadt Bonn in den Jahren 1985 bis 1986 restauriert. Das Steiner Häuschen steht als „ortsfestes Bodendenkmal“ unter Denkmalschutz.